# Pegusa
Pegusa è un genere di pesci ossei marini appartenente alla famiglia Soleidae.

## Distribuzione e habitat
Le cinque specie del genere vivono nell'Oceano Atlantico orientale. Tre specie vivono anche nel mar Mediterraneo: Pegusa impar, P. lascaris e P. nasuta.

## Specie
- Pegusa cadenati
- Pegusa impar
- Pegusa lascaris
- Pegusa nasuta
- Pegusa triophthalma[1]